# Равничарски жутаћ
Равничарски жутаћ (лат. Colias hyale) врста је лептира из породице белаца (лат. Pieridae).

## Опис врсте
Мужијаци се од осталих жутаћа издвајају по светложутој боји. Код женки је разликовање још теже, а код белих форми немогуће.
- Colias hyale ♂
- Colias hyale ♂ △
- Colias hyale ♀
- Colias hyale ♀ △

## Распрострањење и станиште
У Србији је равничарски жутаћ чешћи од брдског у низији, у близини обрадивих површина. Оба насељавају готово целу Европу, с' тим што први доминира на северу, а други на југу.

## Биљке хранитељке
Основна биљка хранитељка је луцерка.